# Fauno

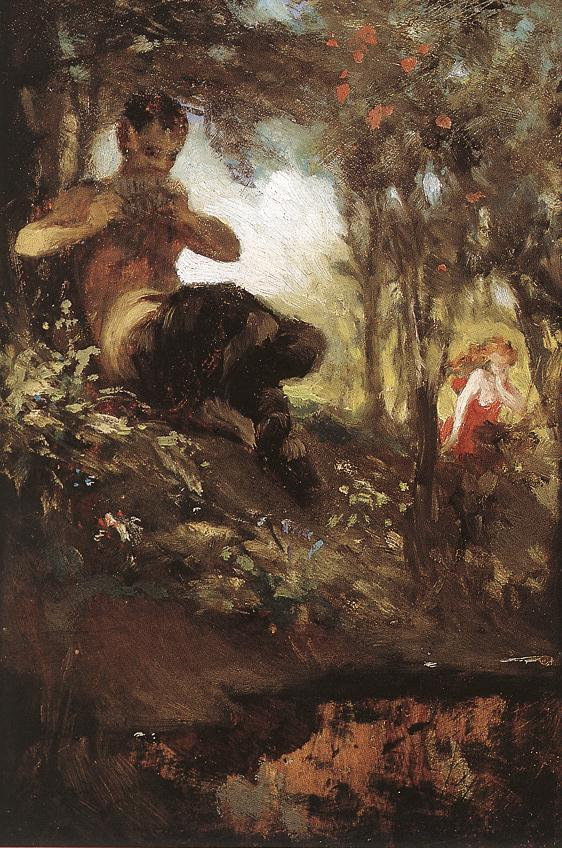
Un fauno tocando la flauta, por Pál Szinyei Merse.

En la mitología romana Fauno (en latín Faunus, esto es «favorecedor», —de favere— o quizá «portador» —de fari—), hijo de Pico y Canente,  era un dios vinculado al mundo rural, relacionado con los bosques, campiñas y ataques de alimañas. También era una de las deidades más antiguas en la cultura romana, como uno de los di indigetes o dioses autóctonos, y fue uno de los reyes primitivos de los laurentes. Poco a poco fue asociado con el dios griego Pan y desde entonces se lo ha representado como un dios astado; también se lo relaciona con Luperco y Silvano. 
De Fauno se dice que es un dios menor, pertenece a la tierra y es capaz de dar oráculos. También se le llama Fatuo (Fatuus) y a su esposa Fatua. Ambos también son llamados Fauno y Fauna. Se dice que los faunos son criaturas lúgubres que realizan oráculos a la gente del campos.  El término «faunos», en plural, se refiere a criaturas de los bosques con cuernos y pezuñas de cabra, equivalentes a los sátiros griegos.
De acuerdo al poeta Virgilio Fauno fue un rey legendario de los latinos a quienes consultaban en un oráculo bajo el nombre de Fatuus. Como dios profético revelaba el porvenir por medio de voces que se oían en los bosques o a través de sueños; algunas veces se le consideraba como el responsable de las pesadillas nocturnas. Se le representaba con carácter lascivo, persiguiendo constantemente a las ninfas de los bosques. Se pensaba que a veces podía mandar maleficios contra los campesinos, por lo que estos se frotaban el cuerpo con ciertas hierbas de protección. 
A Fauno se le asocian hasta cuatro consortes: Flora, Marica, Fauna y Simétide. Fue padre de Latino con Marica y de Acis con Simétide. Su consorte o paredro, la diosa Fauna, Faula o Fatua, estaba asociada a su culto. La diosa Bona Dea también está equiparada con Fauna. 

## Mito

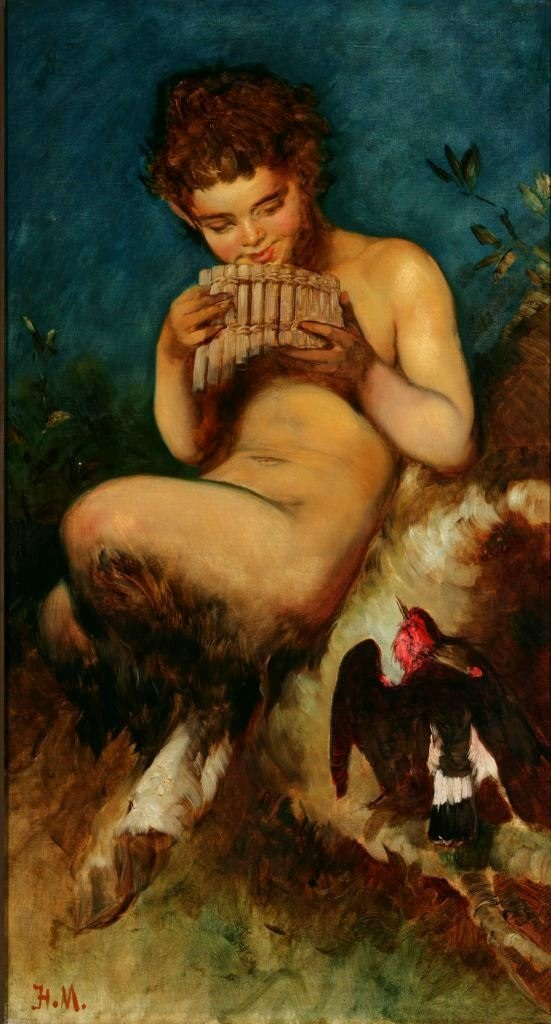
Fauno niño tocando una flauta de Pan, por Hans Makart.

Según la versión más extendida, Fauno aparece como el tercero de los reyes del Lacio, hijo de Pico, nieto de Saturno y padre de Latino con la ninfa Marica (que en otras versiones aparece como su madre). Como sus dos predecesores, Fauno había promovido la agricultura y la cría de ganado entre sus súbditos, y también se habría distinguido como cazador. Se creía que durante su reinado llegaron al Lacio Hércules (Heracles para los griegos) y el arcadio Evandro, al que le habría concedido un extenso territorio en lo que tiempo después sería la ciudad de Roma.
Fauno desempeña un papel muy prominente en la historia mítica del Lacio, pues, con independencia de lo que hizo por la agricultura, era considerado uno de los grandes fundadores de la religión del país, por lo que Lactancio le sitúa a la altura de Numa Pompilio. Habría reinado hacia el año 1300 a. C., y habría sido el primero en erigir templos a los dioses, llamados fana, dictando las reglas del culto y elevando a los altares a su padre, Pico, y a su madre, Canente. También habría establecido sacrificios humanos en honor a su abuelo, Saturno, y habría consagrado en el monte Palatino un templo a Luperco. Tras su muerte fue elevado a la posición de deidad tutelar del país, por sus muchos servicios a la agricultura y la ganadería.
Existe la tradición de que Numa, mediante una estratagema, obligó a Pico y a su hijo Fauno a revelarle el secreto de invocar el relámpago desde el cielo (Elicio) y de purificar las cosas golpeándolas con el rayo.
En las Dionisíacas, de Nono de Panópolis, Fauno acompañaba a Dioniso cuando este fue a la campaña de la India.
Según una versión, la esposa de Fauno era Bona Dea, modelo de castidad y virtud hasta que un día encontró una jarra de vino y se emborrachó. Cuando su esposo la encontró, se encolerizó tanto que la azotó con unas varas de mirto hasta matarla. Luego, lleno de remordimiento, le tributó honores de diosa e instituyó un culto en su honor. Otra versión afirma que Bona Dea era hija de Fauno, y que al rechazar los requerimientos amorosos de su padre, este la golpeó con varas de mirto, y que no consiguió su propósito sino hasta que ambos se metamorfosearon en serpientes. Esta versión explica por qué estaban excluidos los hombres y el mirto de las fiestas de Bona Dea, celebradas durante los primeros días de diciembre.

## Roles y funciones
Fauno fue adorado en dos roles diferentes: como el dios de los campos y los pastores, y como una divinidad oracular y profética. Como deidad rústica, era un espíritu del bosque, las llanuras y los campos, y cuando hacía fértil al ganado se le llamaba Inuo (en latín, Innuus).
Como dios profético, llamado por el nombre de Fatuo (en latín, Fatuus, de fatuari, «estar poseído de delirio profético»), se creía que revelaba el futuro al hombre parte en sueños y parte mediante voces de origen desconocido, que eran comunicados a quienes iban a dormir en sus recintos, tumbándose sobre el vellón de los corderos sacrificados. Lo que era Fauno a este respecto al sexo masculino, su hermana y esposa Fauna o Fatua (a veces considerada su madre o su hija y relacionada con Bona Dea o con Maya) era al sexo femenino, por lo que llevaban los epítetos Fatuus y Fatua o Fatuellus y Fatuella respectivamente, derivados de fari (hablar) y fatum (hado, destino). Fauno y su hermana Fauna serían los padres de los sátiros y de los faunos. Su primer hijo fue Esterculio, o Esterquilino (Sterquilinus), que descubrió la técnica de abonar los campos con estiércol, por lo que fue incluido entre los dioses.
Se decía que Fauno y Fauna daban sus oráculos en versos saturnios, de lo que quizá pueda inferirse que existieron en el Lacio colecciones de oráculos en esta métrica. William Warde Fowler sugirió que Fauno es idéntico a Favonio, uno de los dioses del viento romanos, llamados Anemoi. Debido a la forma en que daba sus oráculos, se consideraba a Fauno el autor de apariciones espectrales y sonido terroríficos; y por tanto se le describía como un dios lascivo y voluptuoso, que moraba en los bosques y era aficionado a las ninfas.

## Culto

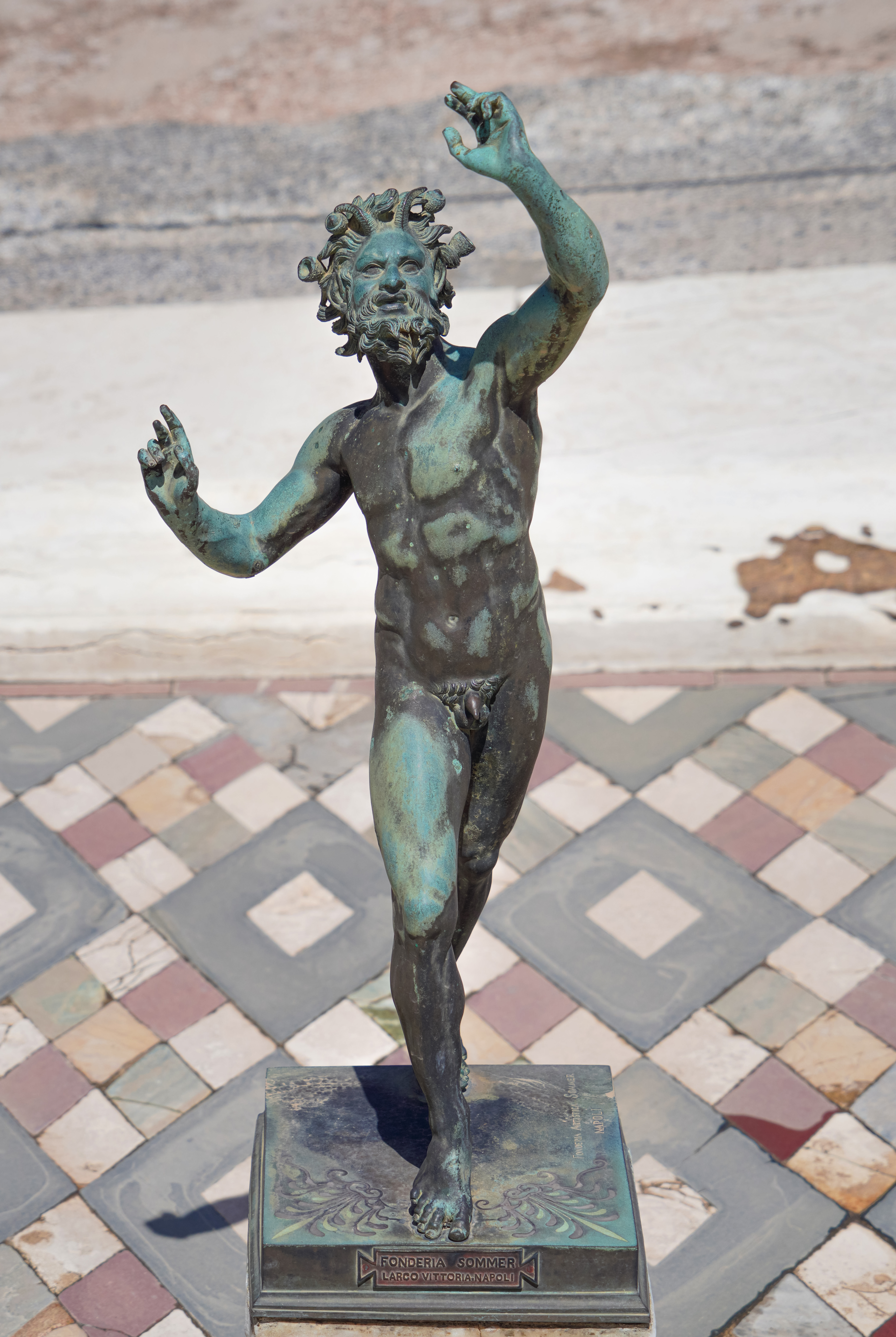
Copia moderna de la antigua estatuilla romana en bronce de Fauno bailando que da nombre a la Casa del Fauno de Pompeya.

Los lugares en los que se daban estos oráculos eran arboledas sagradas: una cerca de Tibur (actual Tívoli), en torno a la fuente Albunea, y otra en el Aventino, cerca de Roma. Los ritos observados en el primer lugar son minuciosamente descritos por Virgilio: un sacerdote ofrecía una oveja y otros sacrificios, y la persona que consultaba el oráculo tenía que dormir una noche sobre la piel de la víctima, dando entonces el dios una respuesta a sus preguntas bien en un sueño o mediante voces sobrenaturales. Ovidio describe ritos parecidos celebrados sobre el Aventino. El pino y el acebuche eran árboles que le estaban consagrados, y los animales que más se le sacrificaban eran los cabritillos machos y corderos.
En Roma había un templo redondo de Fauno, rodeado por columnas, sobre el monte Celio, y se le construyó otro en el 196 a. C. en la isla Tiberina, donde se le ofrecían sacrificios los idus de febrero, día en que los Fabios habían perecido en el Crémera.
El escritor cristiano Justino Mártir identificó a Fauno con Luperco (el que protege del lobo), el protector del ganado, siguiendo a Livio, que bautizó su aspecto de Inuo como el dios que fue originalmente adorado en las Lupercalia, celebrada en el aniversario de la fundación de su templo (15 de febrero), cuando sus sacerdotes, los lupercos, llevaban pieles de cabra y golpeaban a los espectadores con cinturones de piel de cabra.

### Faunalia
El festival de las Faunalia, o Faunales, en honor del dios Fauno, era celebrado por los campesinos en dos épocas del año. En la primera, que tenía lugar los días 11, 13 y 15 de febrero, se conmemoraba el viaje de Fauno de Arcadia a Italia, y se realizaba un sacrificio en la isla Tiberina; en la segunda, que se celebraba el 9 de noviembre o el 5 de diciembre, se le pedía que los protegiera y fuera benevolente con ellos. Durante las Faunalia se quemaba incienso en los altares del dios, se hacían libaciones de vino y se inmolaban ovejas y cabras.

## Los faunos

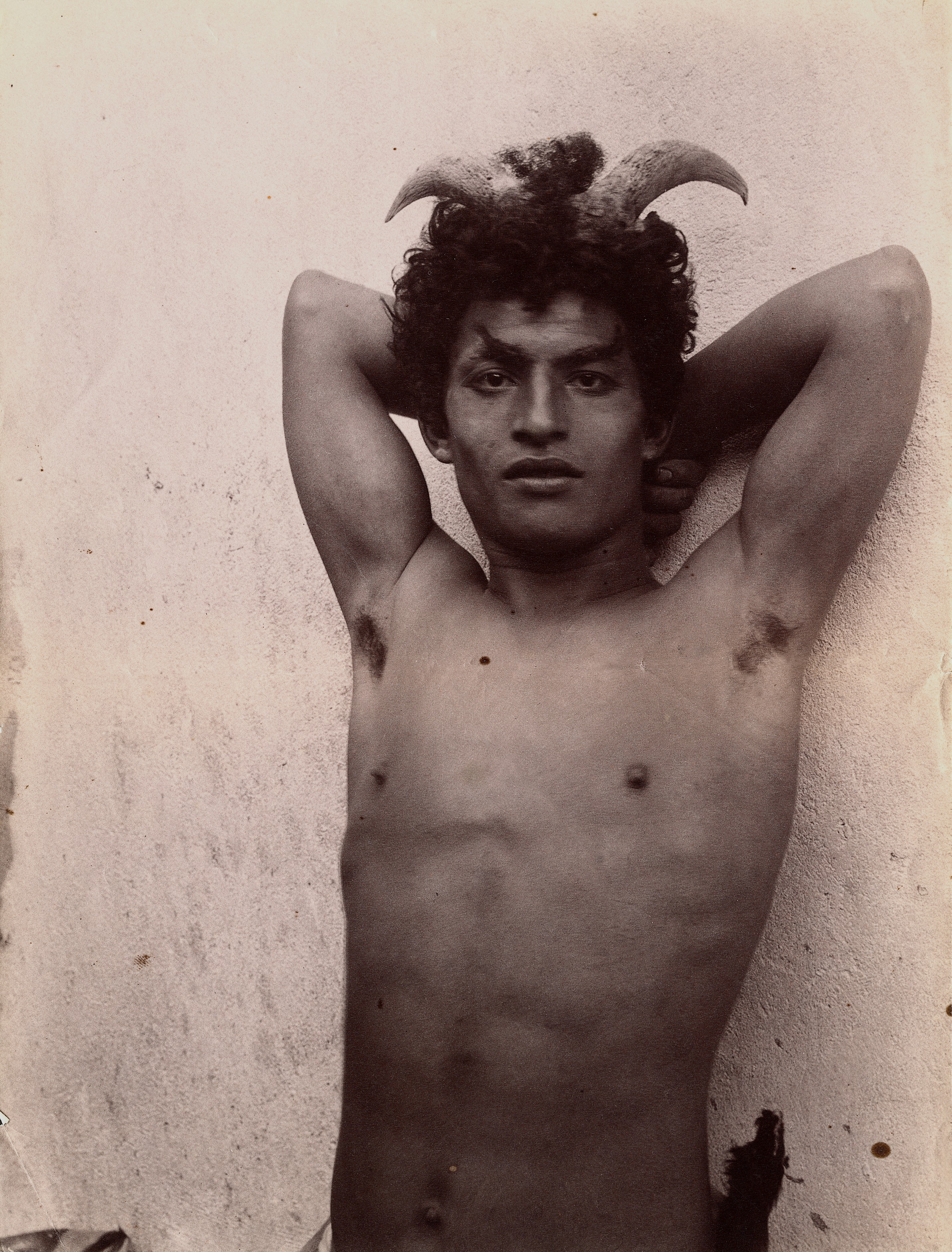
Uno de los modelos de Wilhelm von Gloeden posando para la serie fotográfica "Il Grande Fauno".

Al igual que Pan era acompañado por los Paniskoi, o pequeños Panes, también se asumía la existencia de muchos faunos además del principal, idea que parece haber tenido su origen en la forma en la que el dios se manifestaba. Estos faunos son genios del bosque salvaje, descritos como monstruos, con la mitad del cuerpo de la cintura para abajo de macho cabrío, con una pequeña cola en la punta de la espina dorsal, orejas de cabra y cuernos. Como accesorios, se cubrían a veces con piel de pantera y coronas de vid o de pino mezcladas con racimos sobre la cabeza.
Como se creía que Fauno y, más tarde, los fauni eran seres alegres y caprichosos, especialmente aficionados a asustar a la gente de diversas formas, no es improbable la conjetura de que Faunus sea un eufemismo relacionado con faveo.
Fauno pasó gradualmente así a ser identificado con el Pan arcadio, y los faunos como idénticos a los sátiros griegos, los seguidores salvajes y orgiásticamente ebrios de Dioniso; de aquí que Ovidio use la expresión Fauni et Satyri fratres (‘hermanos faunos y sátiros’). Sin embargo, faunos y sátiros eran originalmente criaturas bastante diferentes: ambos tenían cuernos y se parecía a cabras por debajo de la cintura y a humanos por encima de ésta, pero originalmente los sátiros tenían pies humanos y los faunos pezuñas cabrunas.